# Anamixilla irregularis
Anamixilla irregularis is een sponssoort in de taxonomische indeling van de kalksponzen (Calcarea). De spons leeft in de zee en zijn steencel bestaat uit calciumcarbonaat.
De spons behoort tot het geslacht Anamixilla en behoort tot de familie Jenkinidae. De wetenschappelijke naam van de soort werd voor het eerst geldig gepubliceerd in 1930 door Burton.